# フラン・ドレシャー
フラン・ジョイ・ドレシャー（Francine Joy Drescher, 1957年9月30日 - ）は、アメリカ合衆国の女優・コメディアン・活動家。2021年より全米映画俳優組合（SAG-AFTRA）代表。彼女をスターにしたテレビドラマの『ザ・ナニー』はエミー賞を受賞、彼女自身も2度のエミー賞とゴールデングローブ賞にノミネートされた。彼女の鼻にかかった声やクイーンズ訛りのきいたしゃべり方、マシンガンのような笑い方、そして富士額をしているのが有名である。

## 人物
ニューヨーク市クイーンズ区フラッシング地区に住む、東ヨーロッパに起源をもつ（彼女の曽祖母がルーマニアのフォクシャニ出身）アシュケナジムの一家に生まれた。家族は両親と姉一人がいる。クイーンズ区の キューガーデン・ヒルで、育った。学校では勉強熱心で人気のある少女だった。
1973年には "Miss New York Teenager" で次点になった。
クイーンズ区ジャマイカ地区の Hillcrest High Schoolに通っていた時のちに彼女の夫となる Peter Marc Jacobson に出会い、1978年、彼女が21歳の時に結婚した。

### 映画業界へ
彼女のブレイクは大ヒット映画『サタデー・ナイト・フィーバー』（1977年）で、ジョン・トラヴォルタ演じる主人公に「Are you as good in bed as you are on the dance floor?」と言う人物の役から始まった。その後『アメリカン・ホット・ワックス アラン・フリード物語』（1978年）、『ウェス・クレイヴンの戦慄の夏』（1978年）といった映画で注目を集め始める。ミロス・フォアマンの1981年の映画『ラグタイム』では、より重要な役を演じた。
1980年代、『The Hollywood Knights』、『ダン・アイクロイドのDr.デトロイトを探せ!』、『ケビン・ベーコンのハリウッドに挑戦!!』、『UHF』、『キャデラック・マン』といった映画で彼女は性格俳優として成功し、ロブ・ライナーの『スパイナル・タップ』では、Bobbi Flekman としての役を盗んでしまう女を演じた。
1994年には第35回ミスター・ブラックウェルが選ぶ女性ワーストドレッサーの8位にランクインし、1998年の『美容師と野獣』で第18回ゴールデンラズベリー賞最低主演女優賞にノミネートされた。
2000年の子宮癌の体験から2008年に米国政府の民間外交使節に任命され、女性の健康問題で世界各地を訪問。同年の大統領選挙でヒラリー・クリントン議員を応援。
2021年、全米映画俳優組合（SAG-AFTRA）代表選に立候補し、Unite for Strength派の支持を得た。Membership First派として出馬したマシュー・モディーンを破り、2021年9月、新代表に選出された。

## 出演作品
| - サタデー・ナイト・フィーバー Saturday Night Fever (1977) - アメリカン・ホット・ワックス アラン・フリード物語 American Hot Wax (1978) - Gorp (1980) - The Hollywood Knights (1980) - ラグタイム Ragtime (1981) - ダン・アイクロイドのDr.デトロイトを探せ! Doctor Detroit (1983) - ローズバッド・ビーチ・ホテル The Rosebud Beach Hotel (1984) - スパイナル・タップ This is Spinal Tap (1984) - ケビン・ベーコンのハリウッドに挑戦!! The Big Picture (1989) - UHF (1989) - Wedding Band (1990) - キャデラック・マン Cadillac Man (1990) - We're Talking Serious Money (1992) - パトカー54/応答せよ! Car 54, Where Are You? (1994) - ジャックJack (1996) - 美容師と野獣The Beautician and the Beast (1997) - 兼製作総指揮 - Kid Quick (2000) 短編映画 - ヴァージン・ハンド Picking Up the Pieces (2000) - ビューティフル・ガール! Beautiful Girl (2003) - サタンクロースSanta's Slay (2005) - Shark Bait (2007) | - ウェス・クレイヴンの 戦慄の夏 Summer Of Fear aka "Stranger In Our House" (1978) - テレビ映画 - フェーム/青春の旅立ち Fame (1982) 「Metamorphosis」 - Charmed Lives (1986) - Rock 'n' Roll Mom (1988) - What's Alan Watching? (1989) - Love and Betrayal (1989) - Princesses (1991) - テロリスト・タワー Without Warning: Terror in the Towers (1993) - The Nanny (1993-1999) - フラン・ファイン役、脚本（8話分）、製作総指揮（1話分）、監督（1998年「Call Me Fran」） - The Nanny Christmas Special: Oy to the World (1995) - 声の出演 - ダナ&ルー リッテンハウス女性クリニック Strong Medicine (2004) アイリーン・スレーター役（「Cinderella in Scrubs」）、監督（「Like Cures Like」） - Living with Fran (2005-2006) - フラン・リーヴス役、兼製作総指揮 - 恋するマンハッタンWhat I Like About You (2005) - フラン・リーヴス 役 - ザ・シンプソンズ The Simpsons (2006) - 「Treehouse of Horror XVII」 - LAW & ORDER:犯罪心理捜査班Law & Order: Criminal Intent (2006) - 「The War at Home」 - Thank God You're Here (2007) - アントラージュ★オレたちのハリウッド Entourage (2008) |